# Verschoten & Zoon
Verschoten & Zoon was een komische reeks van D&D Productions, die van 1999 tot 2007 te zien was op VTM. De serie wordt vanaf 3 juni 2023 wekelijks herhaald.

## Het verhaal
De plots draaien rond de gierige garagehouder René Verschoten (Jacques Vermeire). Zijn vrouw Magda (Martine Jonckheere) doet niets liever dan elke week winkelen. Ze wil bovendien zeker niet onderdoen voor haar vriendin Hélène (Karen Van Parijs). Nadat René's zoon Sven (Aron Wade) naar Amerika vertrok, kwam zijn neef Kevin (Frank Van Erum) bij hen inwonen. Hij werd, net als Sven, mecanicien in de garage en net zoals Sven is Kevin een rokkenjager. De andere mecanicien in de garage is de niet al te snuggere Kristof (David Michiels). De roddelende poetsvrouw is Conny (Ann Hendrickx). Secretaresses Babs (Joyce De Troch) en Bo (Kim Van Hee) hielden het niet uit bij René en zo werd Steph (Karina Mertens) de nieuwe secretaresse in de garage.

## Rolverdeling

### Hoofdrollen
| Overzicht           | Acteur             | S1 | S2 | S3 | S4 | S5 | S6 | S7 | S8 |
| ------------------- | ------------------ | -- | -- | -- | -- | -- | -- | -- | -- |
| René Verschoten     | Jacques Vermeire   |    |    |    |    |    |    |    |    |
| Magda Verschoten    | Martine Jonckheere |    |    |    |    |    |    |    |    |
| Sven Verschoten     | Aron Wade          |    |    |    |    |    |    |    |    |
| Babs Jongbloedt     | Joyce De Troch     |    |    |    |    |    |    |    |    |
| Kristof Knops       | David Michiels     |    |    |    |    |    |    |    |    |
| Conny Van Genechten | Ann Hendrickx      |    |    |    |    |    |    |    |    |
| Helène Deryke       | Karen Van Parijs   |    |    |    |    |    |    |    |    |
| Kevin Keppens       | Frank Van Erum     |    |    |    |    |    |    |    |    |
| Bo Lippens          | Kim Van Hee        |    |    |    |    |    |    |    |    |

## Afleveringen
Een overzicht van de 104 afleveringen van Verschoten & Zoon:

### Seizoen 1
| Afl. | Code  | Titel            | Uitzenddatum      |
| ---- | ----- | ---------------- | ----------------- |
| 1    | 01x01 | Het gele busje   | 30 augustus 1999  |
| 2    | 01x02 | De Chippendale   | 6 september 1999  |
| 3    | 01x03 | Open deur        | 13 september 1999 |
| 4    | 01x04 | Een buitenkans   | 20 september 1999 |
| 5    | 01x05 | Bezuinigingen    | 27 september 1999 |
| 6    | 01x06 | Erfzonde         | 4 oktober 1999    |
| 7    | 01x07 | De komediant     | 11 oktober 1999   |
| 8    | 01x08 | Het kan verkeren | 18 oktober 1999   |
| 9    | 01x09 | Vakantiewerk     | 25 oktober 1999   |
| 10   | 01x10 | Miss Babs        | 1 november 1999   |
| 11   | 01x11 | Milieutaks       | 8 november 1999   |
| 12   | 01x12 | Megafuif         | 15 november 1999  |
| 13   | 01x13 | Kunst op wielen  | 22 november 1999  |

### Seizoen 2
| Afl. | Code  | Titel              | Uitzenddatum      |
| ---- | ----- | ------------------ | ----------------- |
| 14   | 02x01 | Gepluimd           | 28 augustus 2000  |
| 15   | 02x02 | Studs              | 4 september 2000  |
| 16   | 02x03 | Plicht voor alles  | 11 september 2000 |
| 17   | 02x04 | Het lelijke eendje | 18 september 2000 |
| 18   | 02x05 | Koen               | 25 september 2000 |
| 19   | 02x06 | Alarm              | 2 oktober 2000    |
| 20   | 02x07 | De nieuwe spruit   | 9 oktober 2000    |
| 21   | 02x08 | Muizenissen        | 16 oktober 2000   |
| 22   | 02x09 | Boobie business    | 23 oktober 2000   |
| 23   | 02x10 | Geestig            | 30 oktober 2000   |
| 24   | 02x11 | Automaat           | 6 november 2000   |
| 25   | 02x12 | Het gastgezin      | 13 november 2000  |
| 26   | 02x13 | De kemeltrofee     | 20 november 2000  |

### Seizoen 3
| Afl. | Code  | Titel                 | Uitzenddatum     |
| ---- | ----- | --------------------- | ---------------- |
| 27   | 03x01 | Familiebanden         | 7 januari 2002   |
| 28   | 03x02 | Home sweet homo       | 14 januari 2002  |
| 29   | 03x03 | Knock out             | 21 januari 2002  |
| 30   | 03x04 | René, Big Brother     | 28 januari 2002  |
| 31   | 03x05 | Slippertjes           | 4 februari 2002  |
| 32   | 03x06 | Bwana René            | 11 februari 2002 |
| 33   | 03x07 | In vuur en vlam       | 18 februari 2002 |
| 34   | 03x08 | Het interview         | 25 februari 2002 |
| 35   | 03x09 | Roefeldag             | 4 maart 2002     |
| 36   | 03x10 | Kantje boordje        | 11 maart 2002    |
| 37   | 03x11 | Buitenspel            | 18 maart 2002    |
| 38   | 03x12 | De aandeelhouder wint | 25 maart 2002    |
| 39   | 03x13 | De vaderliefde        | 1 april 2002     |

### Seizoen 4
| Afl. | Code  | Titel                | Uitzenddatum     |
| ---- | ----- | -------------------- | ---------------- |
| 40   | 04x01 | American dream       | 1 februari 2003  |
| 41   | 04x02 | Let's swing          | 8 februari 2003  |
| 42   | 04x03 | Secretaresse gezocht | 15 februari 2003 |
| 43   | 04x04 | Bikini's             | 22 februari 2003 |
| 44   | 04x05 | Bij de neus genomen  | 1 maart 2003     |
| 45   | 04x06 | Kiezen of delen      | 8 maart 2003     |
| 46   | 04x07 | De soundmixshow      | 15 maart 2003    |
| 47   | 04x08 | Hoera scheiden       | 22 maart 2003    |
| 48   | 04x09 | De stalker           | 29 maart 2003    |
| 49   | 04x10 | Rotte appels         | 5 april 2003     |
| 50   | 04x11 | Hartenvanger         | 12 april 2003    |
| 51   | 04x12 | De kettingbrief      | 19 april 2003    |
| 52   | 04x13 | Virussen             | 26 april 2003    |

### Seizoen 5
| Afl. | Code  | Titel                     | Uitzenddatum     |
| ---- | ----- | ------------------------- | ---------------- |
| 53   | 05x01 | Gedeelde smart            | 5 mei 2003       |
| 54   | 05x02 | Het complot               | 12 mei 2003      |
| 55   | 05x03 | Wij en zij                | 19 mei 2003      |
| 56   | 05x04 | Gebuisd                   | 26 mei 2003      |
| 57   | 05x05 | Zonevreemd                | 2 juni 2003      |
| 58   | 05x06 | Interne keuken            | 9 juni 2003      |
| 59   | 05x07 | Verkocht                  | 16 juni 2003     |
| 60   | 05x08 | Het schilderij            | 23 juni 2003     |
| 61   | 05x09 | Haute couture             | 18 oktober 2003  |
| 62   | 05x10 | Yin en Yang               | 25 oktober 2003  |
| 63   | 05x11 | Ongeschikt                | 1 november 2003  |
| 64   | 05x12 | Uncle Sam                 | 8 november 2003  |
| 65   | 05x13 | Werken van barmhartigheid | 15 november 2003 |

### Seizoen 6[1]
| Afl. | Code  | Titel                | Uitzenddatum     |
| ---- | ----- | -------------------- | ---------------- |
| 66   | 06x01 | Proefkonijnen        | 22 november 2003 |
| 67   | 06x02 | Koppel van het jaar  | 29 november 2003 |
| 68   | 06x03 | Vallende sterren     | 6 december 2003  |
| 69   | 06x04 | Dierenrechten        | 13 december 2003 |
| 70   | 06x05 | Op eigen benen       | 20 december 2003 |
| 71   | 06x06 | Spoedgevallen        | 27 december 2003 |
| 72   | 06x07 | Het water is te diep | 3 januari 2004   |
| 73   | 06x08 | Fanfare              | 29 januari 2004  |
| 74   | 06x09 | Handen in het haar   | 5 februari 2004  |
| 75   | 06x10 | Valentijn            | 12 februari 2004 |
| 76   | 06x11 | Heldenmoed           | 19 februari 2004 |
| 77   | 06x12 | Tweede jeugd         | 26 februari 2004 |
| 78   | 06x13 | Liefde is            | 4 maart 2004     |

### Seizoen 7[2]
| Afl. | Code  | Titel                  | Uitzenddatum     |
| ---- | ----- | ---------------------- | ---------------- |
| 79   | 07x01 | Zwanger                | 31 januari 2005  |
| 80   | 07x02 | Mr. Perfect            | 7 februari 2005  |
| 81   | 07x03 | Kinderwens             | 14 februari 2005 |
| 82   | 07x04 | Klasse                 | 21 februari 2005 |
| 83   | 07x05 | Blauwtjes              | 28 februari 2005 |
| 84   | 07x06 | Relax                  | 7 maart 2005     |
| 85   | 07x07 | Vriendendienst         | 14 maart 2005    |
| 86   | 07x08 | Voor kind en vaderland | 21 maart 2005    |
| 87   | 07x09 | Kleur bekennen         | 28 maart 2005    |
| 88   | 07x10 | Verborgen verleiders   | 4 april 2005     |
| 89   | 07x11 | Aangebrand             | 11 april 2005    |
| 90   | 07x12 | De pot en de ketel     | 18 april 2005    |
| 91   | 07x13 | Goed hart              | 25 april 2005    |

### Seizoen 8[3]
| Afl. | Code  | Titel                       | Uitzenddatum  |
| ---- | ----- | --------------------------- | ------------- |
| 92   | 08x01 | De afrekening               | 15 maart 2007 |
| 93   | 08x02 | Blind date                  | 22 maart 2007 |
| 94   | 08x03 | Opgestaan is plaats vergaan | 29 maart 2007 |
| 95   | 08x04 | Te nemen of te laten        | 5 april 2007  |
| 96   | 08x05 | Scheiden doet leiden        | 12 april 2007 |
| 97   | 08x06 | Twee gezichten              | 19 april 2007 |
| 98   | 08x07 | Zie mij graag               | 26 april 2007 |
| 99   | 08x08 | De verloren zoon            | 3 mei 2007    |
| 100  | 08x09 | Het verlovingsfeest         | 10 mei 2007   |
| 101  | 08x10 | De nieuwe job               | 17 mei 2007   |
| 102  | 08x11 | Het lijstje                 | 24 mei 2007   |
| 103  | 08x12 | De getuige                  | 31 mei 2007   |
| 104  | 08x13 | De trouwdag                 | 7 juni 2007   |